# Ernst Willkomm
Ernst Adolf Willkomm (* 10. Februar 1810 in Herwigsdorf bei Zittau; † 24. Mai 1886 in Zittau) war ein deutscher Schriftsteller.

## Leben und Werk
Ernst Willkomm wurde als Sohn des Pfarrers Karl Gottlob Willkomm geboren und besuchte ab 1822 das Gymnasium in Zittau. Sein jüngerer Bruder war Heinrich Moritz Willkomm, der später als Botaniker bekannt wurde. Ab 1830 studierte Ernst Willkomm an der Universität Leipzig zunächst Jura, später dann Philologie und Ästhetik. Hier kam er auch in Kontakt mit Vertretern des Jungen Deutschland wie Karl Gutzkow. Im Jahr 1833 veröffentlichte er seinen ersten Roman, Julius Kühn, und die Tragödie Bernhard, Herzog von Weimar.
Willkomm veröffentlichte zeitkritische Romane, Reiseskizzen und Erzählungen. Mit dem Titel seines Romans Die Europamüden griff er 1838 ein Stichwort auf, das von Heine 1828 geprägt worden war und mit dem ein wichtiger Aspekt des Denkens im Vormärz festgehalten wurde.
1844 gehörte er zum Kreis um den Komponisten Robert Schumann, der sich regelmäßig in der Restauration Zum Kaffeebaum traf.
In den Jahren 1845/46 unternahm Willkomm eine Italienreise, deren Erlebnisse er 1847 in den Reiseskizzen Italienische Nächte und in dem Roman Die Nachtmahlsbrüder in Rom verarbeitete. Im Jahr 1849 war er Kriegsberichterstatter im Schleswig-Holsteinischen Krieg und wurde Redakteur der Lübecker Zeitung. Im Jahr darauf heiratete er in Flensburg die Jugendschriftstellerin Anna Marie Christine Rosendahl (1826–1879), Tochter des Kaufmanns Christian Rosendahl. Willkomm musste 1852 die Stelle als Redakteur der Lübecker Zeitung aufgeben und zog nach Hamburg, wo er bis 1857 als Redakteur der belletristisch-kritischen Zeitschrift Jahreszeiten und als Feuilletonredakteur des Hamburger unparteiischen Korrespondenten arbeitete.
Im Jahr 1859 eröffnete Willkomm mit seiner Frau ein Mädchenpensionat in Hamburg, das er 1880 nach dem Tod seiner Frau aufgab. Willkomm zog sich nach Zittau zurück, wo er am 24. Mai 1886 verstarb. Posthum erschienen 1887 seine Jugenderinnerungen. Aus der Ehe gingen vier Kinder hervor.

## Veröffentlichungen
- Julius Kühn. 1833 (Novelle).
- Bernhard Herzog von Weimar. 1833 (Trauerspiel).
- Buch der Küsse. 1834 (Lyrik).
- Civilisationsnovellen. Wunder, Leipzig (1837–1839).
- Die Europamüden. Ein modernes Lebensbild. Wunder, Leipzig 1838 (zeno.org – Roman, entstanden zwischen Januar und Juni 1837).
- Lord Byron. Ein Dichterleben. 1839.
- Grenzer, Narren und Lotsen. 1842 (Novellensammlung).
- Sagen und Märchen aus der Oberlausitz. C. F. Kius, Hannover 1843 (eingeschränkte Vorschau in der Google-Buchsuche).
- Denkwürdigkeiten eines österreichischen Kerkermeisters. 1843.
- Eisen, Gold und Geist. Ein tragikomischer Roman. 1843 (4 Teile).
- Weisse Sclaven oder die Leiden des Volkes. Kollmann, Leipzig 1845 (zeno.org – fünfbändiger Roman).
- Die Nachtmahlsbrüder in Rom. 1847 (Roman).
- Italienische Nächte. Reiseskizzen und Studien. 1847 (Reisebeschreibung).
- Wanderungen an der Nord- und Ostsee. 1850 (lexikus.de).
- Im Walde und am Gestade. 1854.
- Von Berlin nach Hamburg. Nebst Schilderungen aus Lübeck und Hamburg. Brockhaus, Leipzig 1855 (Reisebeschreibung).
- Die Familie Ammer. Sittenroman. 1855 (Die Familie Ammer. Erste Abtheilung. Der Herrnhuter im Projekt Gutenberg-DE – Trauerspiel).
- R(h)eeder und Matrose. Ein Hamburger Roman. 1857 (Reeder und Matrose im Projekt Gutenberg-DE – Roman).
- Banco. Ein Roman aus dem Hamburger Leben. 1857.
- Meteore. 1858 (Novellen).
- Dichter und Apostel. 1859 (Roman).
- Am häuslichen Herd. Criminal- und Strandgeschichten. 1859 (Erzählungen in 2 Bänden).
- Verirrte Seelen. 1860 (Roman).
- Die Töchter des Vatikan. 1860 (Roman).
- Moderne Sünden. 1861 (Roman).
- Mosaik. 1861 (Erzählung).
- Männer der Tat. 1861 (Roman).
- Im Bann und Zauber von Leidenschaft und Wahn, von Ernst und Scherz. 1862 (Im Bann und Zauber von Leidenschaft und Wahn, von Ernst und Scherz. Erster Band im Projekt Gutenberg-DE – Roman).
- Aus deutschen Gauen in Süd und Nord. Volks- und Sittenschilderungen. W. Opetz, Gotha 1863.
- Stalaktiten. 1863 (Erzählung).
- Auf zerborstener Erde. 1863 (Novelle).
- Der letzte Trunk. 1865.
- Frau von Gampenstein. 1865.
- Gesellen des Satan. 1866 (Roman).
- Ein Stiefkind des Glücks. 1867.
- Im Glücke verwildert. 1873 (Roman).
- Wunde Herzen. 1875 (Roman).
- Jugenderinnerungen. 1887 (posthum erschienenes Fragment).
- Der verhängnißvolle Schatten. In: Die Gartenlaube. Heft 49–52, 1857, S. 665–711 (Volltext [Wikisource]).
- Der Schlickläufer. Geheimnisvolle Geschichten von der Nordseeküste. Hrsg.: Theo Schuster. Schuster, Leer 1991 (Der Schlickläufer im Projekt Gutenberg-DE).

weitere Veröffentlichungen:
- Der Halligmann.[3]
- Erzählungen eines Wattenschiffers.[4]
- Vorgesichte.[5]